# Ermita de Sant Pere de Castellfort
L'Ermita de Sant Pere de Castellfort, d'estil romànic i gòtic, és un temple catòlic situat a la serra, en el municipi de Castellfort (Ports, País Valencià), construït entre els segles xiii i xiv.
El conjunt arquitectònic està format per l'ermita i l'hostatgeria, construïda al segle xvii.
L'ermita, de planta rectangular, és d'una sola nau, i es compon de dues parts diferenciades per les seues fàbriques i forma del sostre: l'absis i la nau. L'absis, vuitavat amb contraforts exteriors, està separat de la nau per un arc triomfal apuntat i es cobreix amb volta de creuer. La fàbrica és de murs de carreus amb marques de pedra-piquer. La nau està formada per cinc crugies cobertes amb arcs de diafragma sobre els quals descansa la coberta de fusta. L'accés es realitza a través de dues portes, la principal als peus amb arc de mig punt en el qual es llegix la data de 1569. La segona porta en la tercera crugia, està formada per un arc de mig punt dovelat. La línia d'imposta presenta una decoració amb temes vegetals de tradició romànica, el que fa pensar que siga la portada original. La fàbrica és de murs de maçoneria presa amb calç i arcs de carreus. Destacar els paviments de guarros que formen decoració vegetal.
L'hostatgeria és una construcció afegida i consta de dues plantes. En la inferior es disposen estables, una llar i part d'habitatge dels masovers. La porta principal duu la llegenda /2mag/1631/antoni brel. En la planta superior es distribuïxen les alcoves, i una sala que s'adorna amb una imatge en la qual es representen les claus de Sant Pere i la data 1687, en la finestra apareix la data 1579.

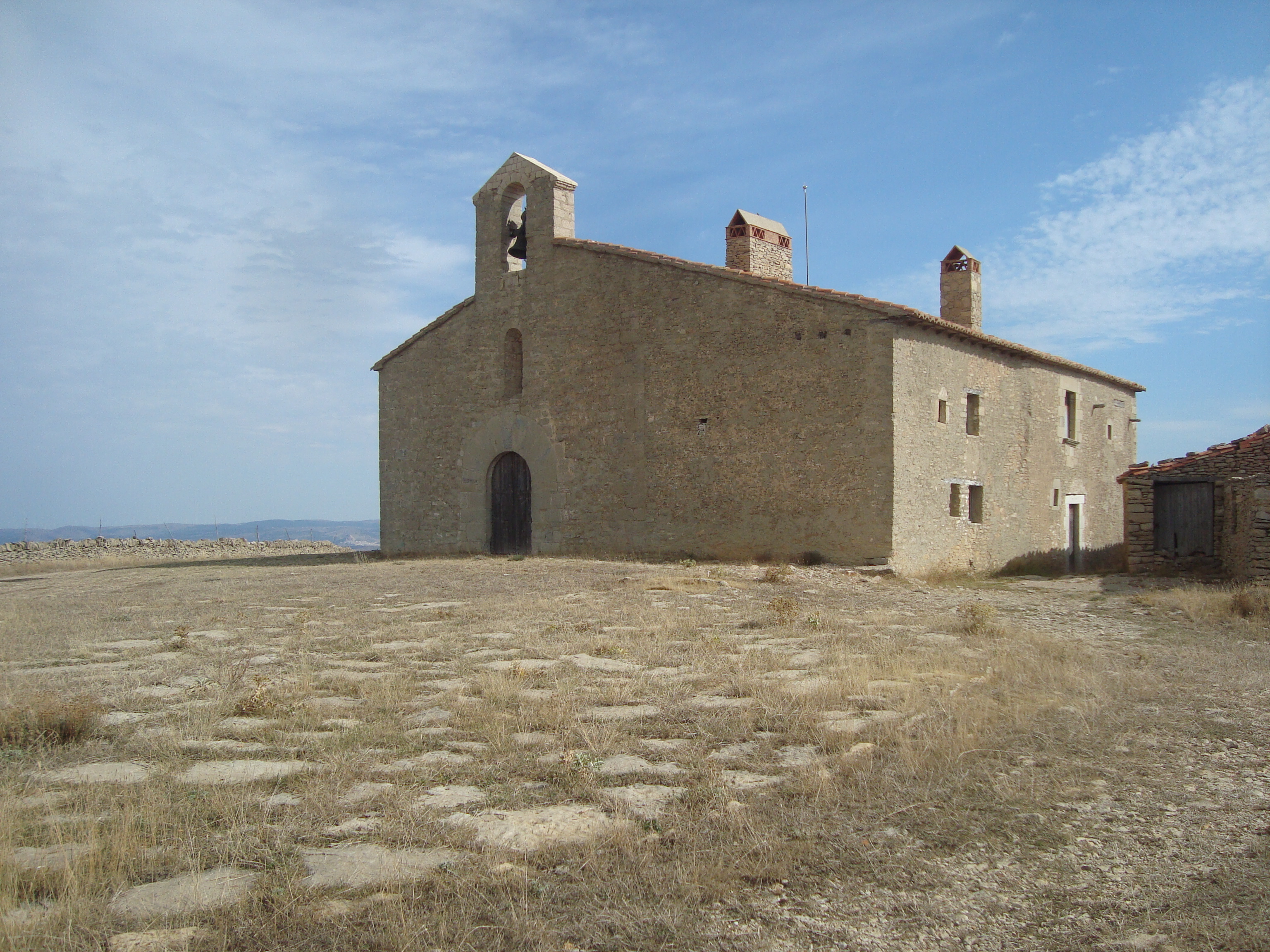
Ermita de Sant Pere (Castellfort)

Després de l'absis es troba l'aljub cobert amb volta de canó construïda en pedra en sec.

## Protecció
L'Ermita de Sant Pere de Castellfort està protegida per la Generalitat Valenciana amb la figura de Bé d'Interés Cultural des del 2007.

## Rogatives
Rogativa San Pere des de Catí(Catinencs)
Rogativa de San Pere des de Portell(Peregrins)
Pas per San Pere per anar fins a la Mare de Déu